# Flatbow
Een flatbow is een handboog met platte, vrij brede boogarmen (enigszins rechthoekig). Omdat de armen vrij breed zijn, is het midden gedeelte vaak smaller en dieper, met een gerond niet-buigbare handgreep.
Het ontwerp is anders dan dat van een longbow. Deze heeft gronde boogarmen (of in een D-vorm wanneer men een dwarsdoorsnede bekijkt) en is gewoonlijk het breedst bij de handgreep. Over het algemeen zijn de lengtes van de flatbow en longbow gelijk. Traditioneel worden flatbows gemaakt van één solide stuk hout. Moderne flatbows kunnen ook gemaakt worden van fiberglas.
Traditionele Flatbow